# Équipe du Mexique de football à la Copa América 2001
L'équipe du Mexique de football participe à sa 5e Copa América lors de l'édition 2001, qui se tient en Colombie du 11 juillet 2001 au 29 juillet 2001. Elle se rend à la compétition sur invitation.
Les Mexicains terminent deuxièmes du groupe B puis ils éliminent le Chili en quart de finale. Ils gagnent en demi-finale contre l'Uruguay puis deviennent vice-champions d'Amérique du Sud à la suite de leur défaite en finale contre le pays-hôte.

## Résultat

### Premier tour
| Classement final |          |     |   |   |   |   |    |    |      |
|                  | Équipe   | Pts | J | G | N | P | BP | BC | Diff |
| 1                | Brésil   | 6   | 3 | 2 | 0 | 1 | 5  | 2  | +3   |
| 2                | Mexique  | 4   | 3 | 1 | 1 | 1 | 1  | 1  | 0    |
| 3                | Pérou    | 4   | 3 | 1 | 1 | 1 | 4  | 5  | -1   |
| 4                | Paraguay | 2   | 3 | 0 | 2 | 1 | 4  | 6  | -2   |

| 12 juillet | Pérou   | 3 | 3 | Paraguay |
| 12 juillet | Mexique | 1 | 0 | Brésil   |
| 15 juillet | Brésil  | 2 | 0 | Pérou    |
| 15 juillet | Mexique | 0 | 0 | Paraguay |
| 18 juillet | Pérou   | 1 | 0 | Mexique  |
| 18 juillet | Brésil  | 3 | 1 | Paraguay |

| 12 juillet 2001 | Mexique     | 1 – 0   | Brésil | Estadio Olímpico Pascual Guerrero (Cali)    |                                             |
| 19 h 45         | Borgetti 5e | (1 - 0) |        | Spectateurs : 38 000 Arbitrage : Óscar Ruiz | Spectateurs : 38 000 Arbitrage : Óscar Ruiz |

| 15 juillet 2001 | Mexique | 0 – 0   | Paraguay | Estadio Olímpico Pascual Guerrero (Cali)         |                                                  |
| 18 h 15         |         | (0 - 0) |          | Spectateurs : 40 000 Arbitrage : Rogger Zambrano | Spectateurs : 40 000 Arbitrage : Rogger Zambrano |

| 18 juillet 2001 | Pérou                       | 1 – 0   | Mexique      | Estadio Olímpico Pascual Guerrero (Cali)     |                                              |
| 17 h 30         | Holsen 48e · Muchotrigo 62e | (0 - 0) | Borgetti 62e | Spectateurs : 20 000 Arbitrage : René Ortube | Spectateurs : 20 000 Arbitrage : René Ortube |

### Quart de finale
| 22 juillet 2001 | Mexique | 2 – 0   | Chili | Stade Hernán Ramírez Villegas (Pereira)       |                                               |
| 15 h 00         | Arellano 17e · Osorno 78e | (1 - 0) | | Spectateurs : 20 000 Arbitrage : Carlos Simon | Spectateurs : 20 000 Arbitrage : Carlos Simon |
| 15 h 00         | Pérez - A. Rodríguez ( 26e Zepeda), Márquez, Vidrio, H. Morales - Torrado, J. Rodríguez ( 66e Mercado), C. Morales, García Aspe - Arellano, De Nigris ( 70e Osorno) | Équipes | Vargas - Fuentes, Reyes, Rojas, Pérez ( 66e Neira) - Villaseca, Maldonado ( 75e Henríquez), Osorio, Núñez ( 38e Valenzuela) - Navia, Montecinos | Spectateurs : 20 000 Arbitrage : Carlos Simon | Spectateurs : 20 000 Arbitrage : Carlos Simon |

### Demi-finale
| 25 juillet 2001 | Mexique | 2 – 1   | Uruguay | Stade Hernán Ramírez Villegas (Pereira)        |                                                |
| 19 h 45         | Borgetti 14e · García Aspe 67e (pen.) | (1 - 1) | R. Morales 32e | Spectateurs : 20 000 Arbitrage : Ángel Sánchez | Spectateurs : 20 000 Arbitrage : Ángel Sánchez |
| 19 h 45         | Pérez - Zepeda ( 34e Mercado), Márquez ( 62e A. Rodríguez), Vidrio ( 90e), H. Morales - Torrado, J. Rodríguez ( 55e De Nigris), C. Morales, García Aspe ( 88e) - Arellano, Borgetti | Équipes | Munúa - Anchén ( 61e Díaz), Gutiérrez, Sorondo, Bizera ( 76e Estoyanoff) - Lima, Pérez, Callejas, Lemos ( 69e Olivera) - C. Morales ( 45e), R. Morales ( 90e) | Spectateurs : 20 000 Arbitrage : Ángel Sánchez | Spectateurs : 20 000 Arbitrage : Ángel Sánchez |

### Finale
| 29 juillet 2001 | Colombie | 1 – 0   | Mexique | El Campín (Bogota)                             |                                                |
| 16 h 30         | I. Córdoba 65e | (0 - 0) | | Spectateurs : 47 000 Arbitrage : Ubaldo Aquino | Spectateurs : 47 000 Arbitrage : Ubaldo Aquino |
| 16 h 30         | O. Córdoba - López, I. Córdoba, Yepes, Bedoya - Ramírez, Grisales, Vargas, Hernández ( 88e Molina) - Aristizábal ( 32e Castillo), Murillo · Entraîneur : Francisco Maturana | Équipes | Pérez - A. Rodríguez ( 74e Zepeda), Mercado, Valdez, H. Morales - Torrado ( 90e), J. Rodríguez ( 67e Osorno), C. Morales, J. P. Rodríguez ( 79e) - Arellano ( 59e Victorino), Borgetti · Entraîneur : Javier Aguirre | Spectateurs : 47 000 Arbitrage : Ubaldo Aquino | Spectateurs : 47 000 Arbitrage : Ubaldo Aquino |

## Navigation